# R.U.R.
R.U.R. – Rossumovi univerzalni roboti (češki Rossumovi univerzální roboti) naziv je drame češkog pisca Karela Čapeka premijerno objavljene 1920. a praizvedbu je imala 1921. godine.
Radnja drame odvija se u skoroj budućnosti u kojoj tvrtka Rossum Universal Robots (R.U.R.) proizvodi androidne sluge. Ovi „roboti“  se koriste kao jeftina radna snaga bez ikakvih radničkih prava, a njihova velika primjena u industriji vremenom mijenja cjelokupnu ekonomiju. Ipak "roboti" nisu zadovoljni svojim statusom i dižu pobunu i uništavaju cjelokupno čovječanstvo.
Naziv drame R.U.R. je skraćenica za „Rossumovi Univerzalni Roboti“, tj. naziv tvrtke koja proizvodi robote. Rossum je ironična igra pisca s rječju rozum (hr. razum).
Riječ robot je prvi put korištena u ovom kazališnom djelu, a nju je skovao Josef Čapek, brat Karela Čapeka.

## Izdanja
- Karel Čapek: R.U.R. online (češki).
- Karel Čapek; Heiner Schmidt, Susanne Uhlen (Hrsg.):  R. U. R. - Rossums Universal Robots, Sprecher: Hans Peter Hallwachs. Audio CD|CD), DAV Audio Verlag, 2005, ISBN 978-3-89813-385-2.
- Karel Čapek: R.U.R. (Rossum's Universal Robots), Dover, New York, NY 2001, ISBN 978-0-486-41926-8 (engleski).

## Vanjske poveznice
- Sveučilište Michigan: R.U.R (engl.)